# Festuca chimborazensis
Festuca chimborazensis är en gräsart som beskrevs av Evgenii Borisovich Alexeev. Festuca chimborazensis ingår i släktet svinglar, och familjen gräs. IUCN kategoriserar arten globalt som livskraftig.
Artens utbredningsområde är Ecuador. Inga underarter finns listade i Catalogue of Life.